# Autunit

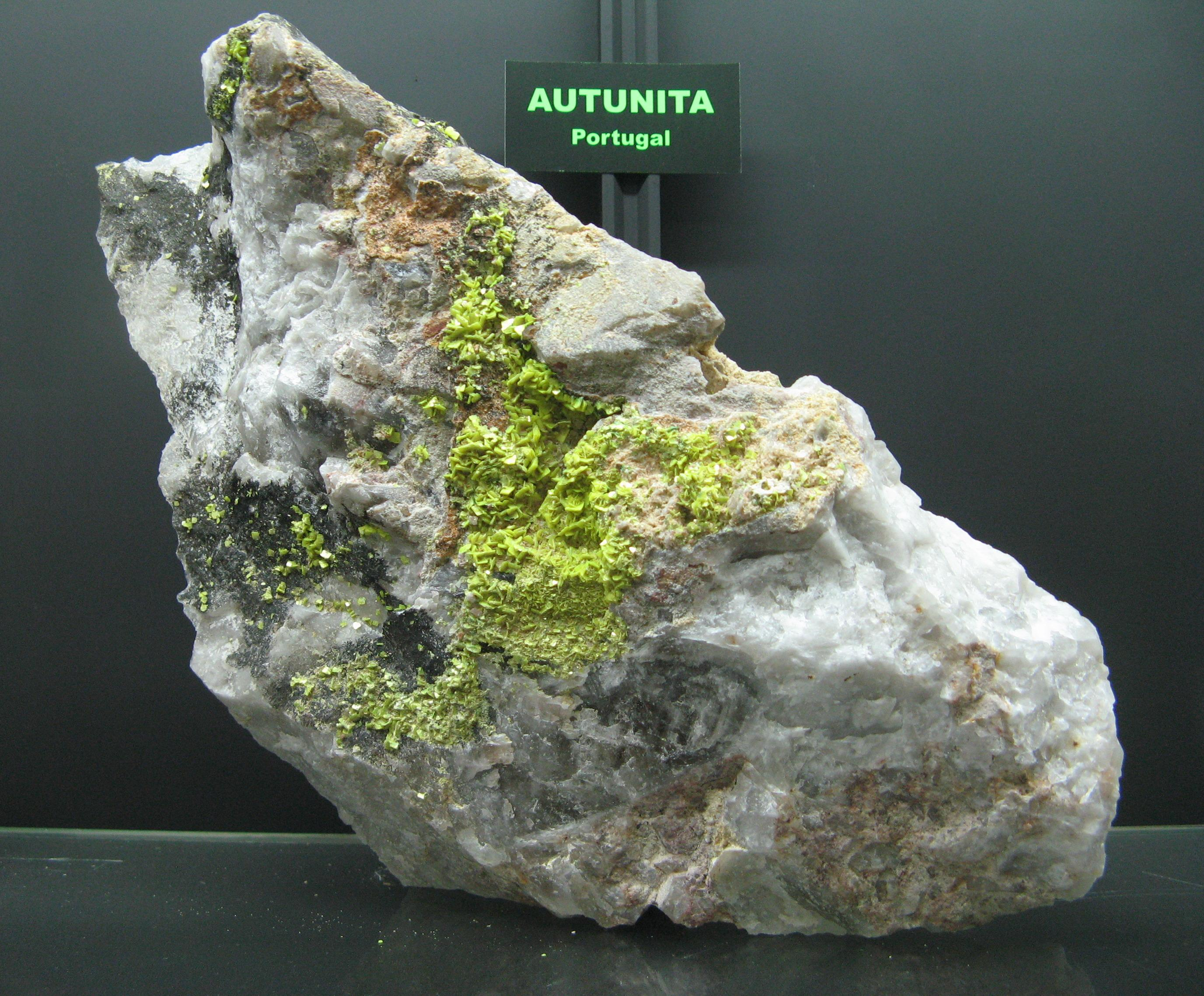

Autunit (też otunit) – minerał z gromady minerałów uranylu. Należy do minerałów rzadkich, występuje tylko w niektórych rejonach Ziemi. Nazwa pochodzi od miejscowości Autun we Francji.

## Charakterystyka

### Właściwości
Zazwyczaj tworzy kryształy o pokroju tabliczkowym, płytkowym, blaszkowe. Tworzy bipiramidy i zbliźniaczenia. Występuje w skupieniach ziemistych, łuseczkowych. Tworzy naskorupienia i naloty. W świetle ultrafioletowym wykazuje jaskrawą żółtozieloną fluorescencję. Jest bogaty w tlenek uranu (do 61% UO3); domieszki magnezu, wapnia i protaktynu. Rozpuszcza się w kwasie azotowym, barwi płomień na pomarańczowo-czerwono. Ze względu na podobieństwo wykształcenia kryształów do miki jest nazywany „miką uranową”. Promieniotwórczy.

### Chemizm
Teoretycznie odmiana zawierająca 8H2O zawiera: 58% UO3, 5,69% CaO, 14,39% P2O5 i 21,92% H2O. Obok opisywanego autunitu wapniowego istnieją jego odmiany: Na-autunit Na2[PO4][UO2]2 • 8 -12H2O i H-autunit H2[PO4][UO2]2 • 8 -12H2O. W wyniku odwodnienia autunitu powstaje minerał metaautunit Ca[PO4][UO2]2 • 6 – 2H2O

### Geneza
Jest wtórnym minerałem uranu powstającym przy wietrzeniu i utlenianiu uraninitu i blendy smolistej w pegmatytach i hydrotermalnych złożach uranu, nawet przy jego nikłych ilościach. Spotykany również w utlenionych złożach uranu w skałach osadowych. Najczęściej współwystępuje z takimi minerałami jak: torbernit, uraninit, metaautunit, metatorbernit

## Występowanie
Na świecie: Francja (Autun), Niemcy (Hagendorf), USA (Wyżyna Kolorado, okolice jeziora Athabaska), Wielka Brytania (Kornwalia), Portugalia, Włochy.
W Polsce: Trzcińsko, Kowary, Ogorzelec, Skalna Brama k. Szklarskiej Poręby, Radoniów, Miedzianka, Złoty Stok.

## Zastosowanie
- ruda uranu
- interesujący dla kolekcjonerów